# Cattedrale dell'Immacolata Concezione (Hong Kong)
La cattedrale dell'Immacolata Concezione (Immaculate Conception Cathedral in inglese, 聖母無原罪主教座堂 in cinese) è la cattedrale cattolica di Hong Kong, chiesa madre della diocesi di Hong Kong. Si trova in Cain Road, nel Central District. La cattedrale è dal 1981 compresa nella lista dei principali edifici storici di Hong Kong, stilata dall'Antiquities Advisory Board.

## Storia
La costruzione dell'edificio attuale, realizzato su progetto di Crawlwey and Company di Londra, iniziò nel 1883 per sostituire la prima cattedrale di Hong Kong, costruita in Wellington Street nel 1843 e distrutta da un incendio nel 1859.
La costruzione venne terminata nel 1888 con una spesa totale di 12 milioni di dollari e la prima messa nella nuova cattedrale venne celebrata il 7 dicembre di quell'anno. L'8 dicembre 1938 la cattedrale viene consacrata dal vescovo Henry Valtorta. Nel 1952 si procedette alla sostituzione del vecchio tetto in legno con l'attuale in cemento armato. Nel 1980 venne collocato l'attuale altare maggiore. In commemorazione dei 100 anni della consacrazione della chiesa, le poste cinesi emisero nel 1988 un francobollo apposito. Tra il 1997 e il 2002 la cattedrale è stata restaurata. In seguito al risultato dei lavori di restauri, il 7 dicembre 2003 
la cattedrale ha ricevuto un particolare riconoscimento per la conservazione del patrimonio culturale dall'UNESCO.

## Descrizione

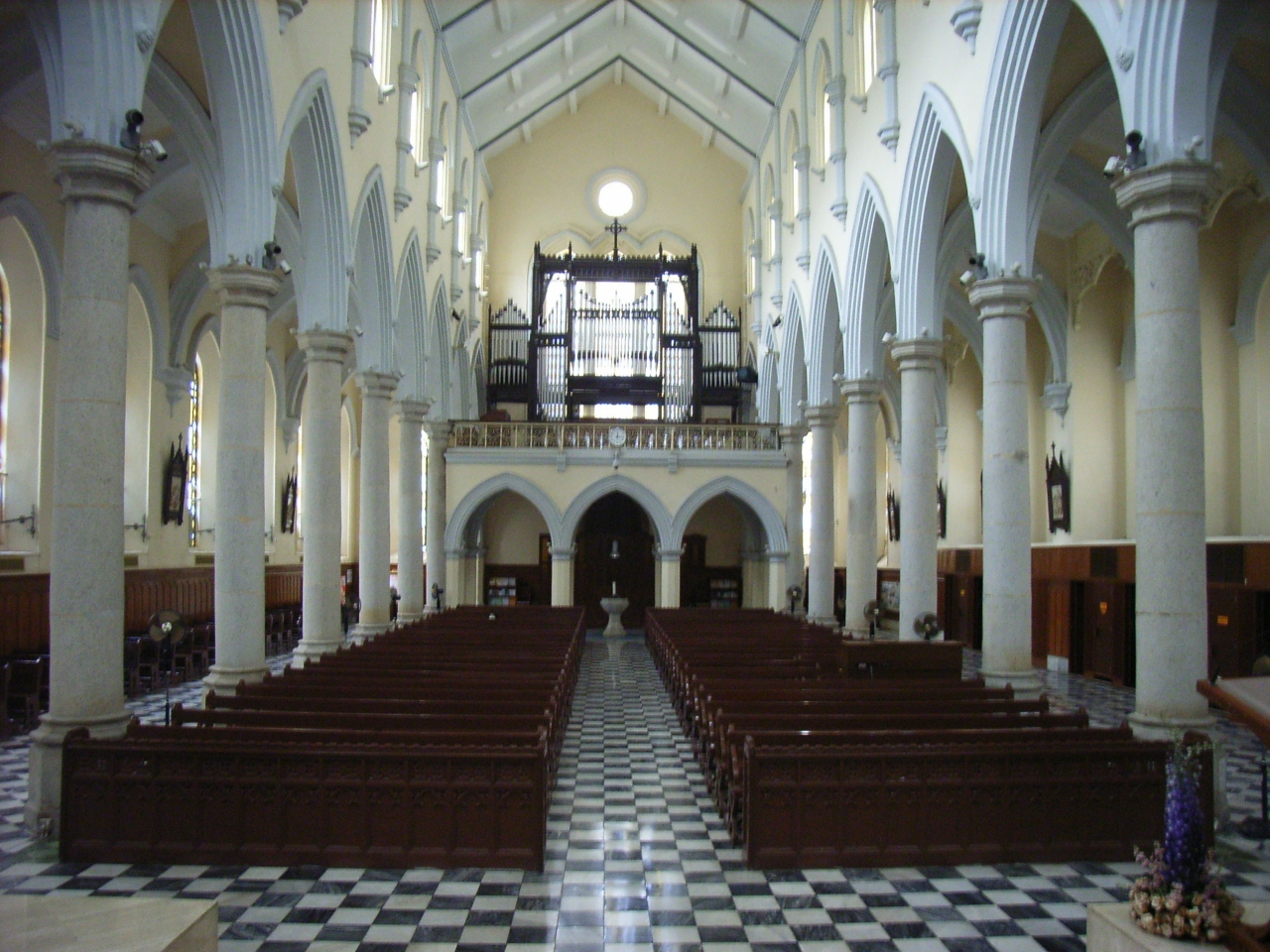
Veduta interna della cattedrale, dal presbiterio verso l'ingresso principale

L'edificio è in stile neogotico, costruito con l'impiego di granito, mattoni e pietra. La pianta è cruciforme di 82 metri di lunghezza per 42 metri di altezza, con una torre che si eleva all'incrocio della navata col transetto e che fa toccare l'altezza massima dell'edificio a 23, 7 metri. La facciata è preceduta da un portico a tre archi e ornata da diverse finestre e da guglie. I fianchi dell'edificio sono scanditi da archi rampanti.
L'interno è a tre navate, divise da trentotto colonne di granito e da archi ogivali, con transetto e cappelle laterali. In prossimità dell'ingresso principale, un portico sostenuto da colonne ragge la soprastante cantoria, dove trova posto un imponente organo, opera dell'organaro bresciano Giovanni Bianchetti (1895). 
All'incrocio della navata centrale col transetto si trova il presbiterio, con l'altare maggiore e la cattedra episcopale. Nel deambulatorio, si aprono quattro cappelle radiali. Al centro, nella parete che separa l'abside dalla sacrestia, si trova una nicchia contenente la statua della Madonna di Lourdes. Esternamente, negli anni '70 è stato demolito il centro parrocchiale che si apriva occupando anche una parte della facciata della cattedrale e la sua rimozione ha aperto l'attuale Kin Road.
Nel 2002 sono state realizzate le nuove finestre istoriate della cattedrale rappresentanti 120 santi martiri ad opera dell'artista Zhang Qi Kay.